# Rocca di Meldola
Die Rocca di Meldola ist eine Festung über dem historischen Zentrum von Meldola in der italienischen Region Emilia-Romagna, etwa 12 km entfernt von Forlì.
Den genauen Bauzeitraum der alten Festung kennt man nicht, aber man nimmt an, dass sie im 10. oder 11. Jahrhundert entstand. Sie gehörte den bedeutendsten Adelsfamilien, die abwechselnd in der Romagna an der Macht waren, wie den Montefeltros, den Ordelaffis und den Malatestas.

## Geschichte und Beschreibung
Die erste urkundliche Erwähnung der Festung datiert von 1158. Bonifacio, der Sohn von Lamberto di Castrocaro, überließ die Festung dem Erzbischof von Ravenna, Anselmo. Sie wurde so Eigentum der Kirche, wenn dies auch von den lokalen Adelsfamilien lange bestritten wurde. 1283 wurde sie Eigentum der Kirche von Rom, die sie mehrmals verlor und jeweils nach wenigen Jahren wiedergewann. 1350 gelang es den Ordelaffis, sich in den Besitz der Festung zu bringen, aber sie verloren sie wieder nach dem Ablauf von neun Jahren im Jahre 1359 durch die Machenschaften von Kardinal Albornoz.
1379 wurde die Rocca di Meldola von den Malatestas eingenommen, die sie bis zum 16. Jahrhundert behielten, als das Territorium der Romagna definitiv und die Kontrolle des Kirchenstaates fiel.
Die ersten Aufzeichnungen über eine Verteidigungsansiedlung in der Stadt stammen aus der Zeit vor dem Jahr 1000 und diese wurde schon im folgenden Jahrhundert ein Schlachtfeld zwischen der Kirche in Ravenna und den Nachkommen des verstorbenen Grafen Lamberto und den Grafen von Bertinoro. Letztere unterbrachen mit Bonifacio die Streitigkeiten 1158 und überließen die gesamte Festung mit dem ganzen Hofstaat dem Erzbischof Anselmo.
1214 war Meldola schon eine freie Gemeinde, blieb aber immer noch an den Gehorsam gegenüber dem Vikariat von Ravenna gebunden, auch noch, als sie 1229 als kaiserliches Territorium galt; im selben Jahr unterwarfen sich die Bürger von Meldola dem Erzbistum Ravenna. Von diesem Zeitpunkt an wird es allerdings schwierig, genau den verschiedenen Wechselfällen und den Eroberungen der Festung zu folgen, die, obwohl sie prinzipiell als Territorium des Kirchenstaates galt, mehrere Fahnen nacheinander über ihren Mauern gehisst sah. Die Festung war auch der letzte Zufluchtsort von Guido I. da Montefeltro, ein kluger Condottiere, der nach dem äußerst berühmten Sieg über die päpstlichen Truppen in Forlì sich gezwungen sah, das Kommando über die kommunalen Truppen aufzugeben und, zurückgeworfen von den Mauern von Meldola, sein Exil und sein Engagement außerhalb der Region zu verhandeln. Die Festung war daher ein wichtiger Festpunkt in den Kämpfen zwischen Guelfen und Ghibellinen und regte den Appetit sowohl der Ordelaffis als auch der Orgogliosis auf eine Eroberung an.
Großartig war die vier Monate dauernde Belagerung, die Francesco Ordelaffi, der Herr von Forlì und Cesena, mit der Hilfe der Markgrafen von Ferrara, der Malatestas und Ostasio da Polenta 1334 durchführte: Der Mann aus Forlì, der schließlich die Festung einnehmen wollte, umgab die Mauern mit drei Bliden und einigen mächtigen Winden. Der Papst sah sich also gezwungen, die Florentiner um Hilfe zu bitten, denen er als Dank die Festung schenkte. 1341 kam sie zurück unter den päpstlichen Schutz und wurde schließlich 1350 von den Ordelaffis erobert, die die Verteidigungsanlagen verstärkten. Der Herr wurde aber vom Kastellan verraten und verlor erst die Stadt und dann auch die Festung, die von Galeotto Malatesta erobert wurde, der sich in der Zwischenzeit dem Kreuzzug gegen die Bewohner von Forlì angeschlossen hatte.

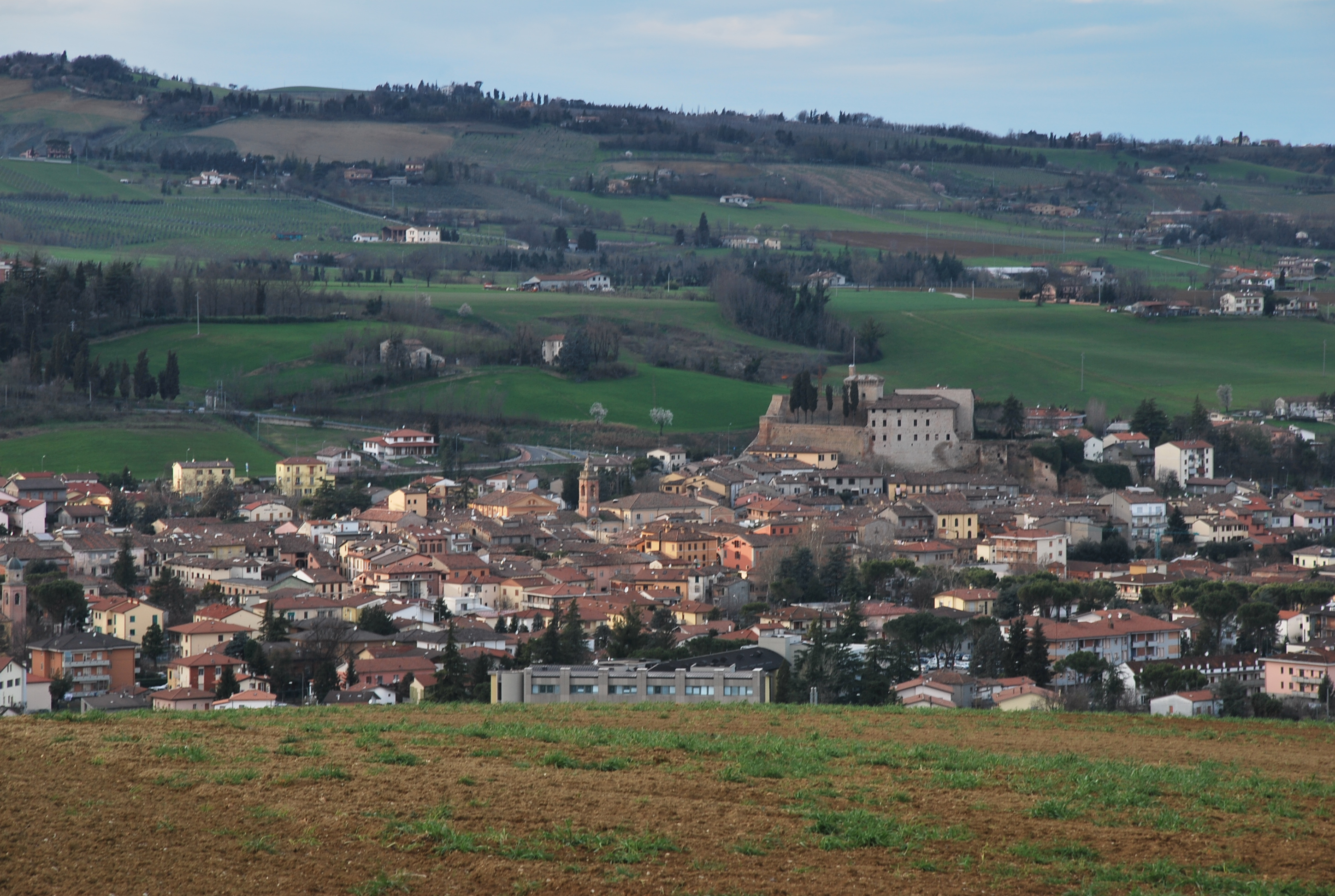
Meldola mit der Rocca di Meldola

Während der langen Herrschaft der Malatestas wurde die Burg endgültig befestigt und von Novello Malatesta in der Zeit der Pest in Cesena (1457) und von Vannetta Toschi, der Gattin von Sigismondo Malatesta, als Wohnstatt genutzt. Nach dem Eroberungen von Imola und Forlì durch Cesare Borgia konnte Pandolfo IV. Malatesta nichts Anderes tun, als das gesamte Lehen an Valentino zu verkaufen: Das Glück des Grafen allerdings dauerte nicht lang und schon im Oktober 1503 vertrieben das Volk die Truppen und hisste das Banner des Heiligen Markus. Sechs Jahre lang etablierte sich daher die venezianische Herrschaft bis zum Ende des Krieges der Liga von Cambrai, dann fiel Meldola erneut unter die Herrschaft des Kirchenstaates. In diesen wenigen Jahren restaurierten sie jedoch die Burg und rekonstruierten das Sankt-Andreas-Tor. Papst Leo X. verlehnte das Territorium am 11. März 1518 an Albert III. Pio di Carpi, einen kultivierten und raffinierten Diplomaten, und dann an dessen Bruder Leonello, der die Burg von einem Verteidigungsbauwerk in seine eigene Adelsresidenz umbauen ließ. Zuerst musste er aber im April 1527 die Gewalt und die Grausamkeit der Landsknechte ertragen. Meldola wurde der Hauptort seines kleinen Lehens in der Romagna (Sarsina, Bertinoro, Verucchio und Torriana) und Leonello arbeitete daran, die Lebensbedingungen der Siedlung zu verbessern; er ließ das Aquädukt restaurieren, einen Kalvarienberg einrichten und eine Rochuskirche bauen. Leider blieb von den Verbesserungen an der Burg, die in diesen Jahren vielleicht ihren größten Glanz erreicht hatte, nicht viel erhalten.
140.000 Goldschilde, so viel war 1597 das Lehen wert, als Rodolfo Pio es an die Adelsfamilie Aldobrandini, also an den Kardinal Pietro Aldobrandini, dessen Schwester Olimpia und dessen Bruder Giovanni Francesco, verkaufte. In der Burg weilte am 3. Dezember 1598 auch Papst Clemens VII., der bei dieser Gelegenheit auch die neue Glocke segnete, die am Bergfried aufgehängt worden war. Im 17. Jahrhundert blieb von der Adelsfamilie als einzige Erbin Olimpia Aldobrandini übrig, die, nachdem sie in erster Ehe mit Paolo Borghese verbunden und Witwe geworden war, sich 1647 mit Camillo Pamphilj vermählte. Diese Adelshäuser hatten genügend andere Interessen und kümmerten sich nicht mehr so um ihre Besitzungen in Meldola: Außer den notwendigen Reparaturarbeiten nach dem Erdbeben von 1661 gab es keine wesentlichen Umbauten mehr. Vor dem Eintreffen der napoleonischen Truppen hatten auch die Borghese Aldobrandinis und die Doria Landi Pamphiljs aus Genua, die gemäß der Entscheidung der römischen Rota Lehensleute wurden, Zeit, Meldola zu betreten.
Später aber hatte die Burg jede Attraktivität verloren, wurde in eine Kaserne für die französischen Soldaten umgewandelt und sämtlichen Möbel wurden geplündert. In diesem Zustand wurde sie nach der Wiedereinsetzung an Doria Pamphilj zurückgegeben und von ihr vollständig aufgegeben, da sie als Wohnung nicht mehr geeignet war. Das überaus starke Erdbeben von 1870 beschädigte die Gebäude auf der Nordostseite des Innenhofes schwer, sodass sie vollständig ruiniert waren. 1995, genauer am 17. Oktober, wurde die Gemeinde Meldola dank einer teilweisen Kostenübernahme durch die Regionalverwaltung Eigentümer der Burg.